# Alissa White
Alissa White, född den 31 augusti 1974, en svensk före detta friidrottare (stavhopp). Hon har en svensk mor och efter universitetsstudier i USA flyttade hon till Sverige.
Alissa White var en av pionjärerna bland svenska kvinnliga stavhoppare och vann de två första svenska mästerskapen utomhus i grenen åren 1996 och 1997. Hon var först i Sverige att ta höjden 3,00 meter.

## Personliga rekord
| Utomhus - Stavhopp – 3,85 (Halmstad, Sverige 20 juli 2003) | Inomhus - Stavhopp – 3,90 (Malmö, Sverige 29 februari 2004) |

### Fotnoter
1. ↑  ”Karensövergångar 1998”. friidrott.se. 1 november 1998. Arkiverad från originalet den 23 mars 2019. https://web.archive.org/web/20190323144039/http://www.friidrott.se/forbundsinfo/overgangar/karens98.aspx. Läst 30 september 2019.
2. 1 2  Wiger 2006, s. 220.
3. 1 2  Juhlin, A. Lennart (8 juli 2015). ”Historien om fyra meter”. friidrott.se. Arkiverad från originalet den 5 november 2016. https://web.archive.org/web/20161105161444/http://www.friidrott.se/nyheter/statanalys/2015/kpv4meter15.aspx. Läst 30 september 2019.
4. 1 2  ”Personsida hos IAAF” (på engelska). iaaf.org. https://www.iaaf.org/athletes/sweden/alissa-white-014302541. Läst 30 september 2019.